# Nwagboka
Nwagboka, ou Onye-isi Ikporo-Onicha (falecida em 1886) foi uma rainha nigeriana, a última omu (Rainha) de Onitsha.
Em 1886, ela liderou a Ikporo Onitsha (associação de esposas Onitsha) num ataque contra Obi Anazonwu. Este boicote de deveres sociais só para mulheres tinha como objectivo "lembrar à comunidade que nenhuma sociedade pode funcionar sem os deveres e tarefas desempenhados pelas suas mulheres".
Após a morte de Nwagboka em 1886, nenhuma sucessora foi nomeada para a omu, e desde então Onitsha teve apenas um monarca do sexo masculino.